# Acronychia ledermannii
Acronychia ledermannii là một loài thực vật có hoa trong họ Cửu lý hương. Loài này được Lauterb. mô tả khoa học đầu tiên năm 1918.